# Zakład Chemiczny „Silikony Polskie”
Zakład Chemiczny „Silikony Polskie” Sp. z o.o. (dawniej „Zakład Doświadczalny Silikonów”) – polskie przedsiębiorstwo chemiczne z siedzibą w Nowej Sarzynie zajmujące się produkcją monomerów i polimerów siloksanowych, oraz końcowych produktów na nich opartych takich jak kauczuki, oleje impregnaty, farby, szczeliwa, lakiery termoutwardzalne, domieszki do tworzyw sztucznych

## Historia
Zakład wywodzi się dawnego Zakładu Doświadczalnego Silikonów Instytutu Chemii Przemysłowej, który powstał w pierwszej połowie lat 70. XX w., choć pierwsze, eksperymentalne instalacje do produkcji silikonów zostały wybudowane na terenie Zakładów Chemicznych „Organika-Sarzyna” już w latach 60. XX w.
Zakład Chemiczny „Silikony Polskie” Sp. z o.o. powstał 1 grudnia 2000 r. z połączenia dawnego Zakładu Doświadczalnego oraz oddziału olejów silikonowych Zakładów Chemicznych „Organika Sarzyna”. Akcje spółki zostały podzielone między Organikę Sarzynę, Instytut Chemii Przemysłowej (większościowy udziałowiec) oraz pracowników.

## Produkcja
Produkty firmy:
- farby i impregnaty silikonowe: Sarsil, Ahydrosil, Drewnosil do zabezpieczania hydrofobowego, wzmacniania i osuszania materiałów budowlanych
- kauczuki do wyrobu form: Polastosil, Gumosil oraz środki oddzielające
- oleje metylosilikonowe (o różnych lepkościach): Polsil OM- oraz emulsje Polsil E-
- polimery, przedmieszki i mieszanki silikonowe Polimer MV i Posil Gum do przetwarzania na gumy HTV
- lakiery termoutwardzalne typu Silak
- dodatki hydrofobizujące (do gipsu, tynku, farb, wyrobów cementowych), pasty silikonowe, środki przeciwpienne i inne.